# Libore
Libore este o comună rurală din departamentul Kollo, regiunea Tillabéri, Niger, cu o populație de 16.494 de locuitori (2001).